# Lange (entreprise)
Pour les articles homonymes, voir Lange.
 (janvier 2017).
Lange est une entreprise de chaussures de ski créée en 1963 aux États-Unis et aujourd'hui installée à Saint-Jean-de-Moirans. 
La marque fait en effet partie du Groupe Rossignol avec les enseignes Rossignol (matériel de ski), Dynastar (matériel de ski), Look (fixations de ski), Kerma (bâtons de ski et protections), Risport (patins à glace) et Raidlight/Vertical (matériel de trail running et de randonnée/alpinisme). Après avoir fait partie du groupe Quiksilver (2005-2008) et été racheté par Macquarie et Jarden (2008-2013), le Groupe Rossignol appartient depuis 2013 au groupe suédois Altor Equity Partners.

## Histoire

### Débuts
En 1948, Robert "Bob" Lange fabrique la toute première chaussure de ski en plastique renforcé et résine de polyester.
En 1962, la marque introduit sur le marché la première chaussure à lacets.[réf. nécessaire] Trois ans plus tard, la chaussure de ski moderne fabriquée en plastique renforcé avec des boucles en métal est créée.
En 1968, lors des Jeux olympiques de Grenoble, 72 % des compétiteurs sont chaussés par Lange.[réf. nécessaire]

### Lange Girls
En 1968, la marque s'intéresse au marché féminin et créée une chaussure « destinée aux femmes » : la Competite. En 1970 est créée la première Lange Girl[précision nécessaire].